# Vändträsket
Vändträsket is een meer in Zweden. Het ligt in de gemeente Boden en is bijzonder omdat de grootste toevoerrivier, de Norrån, vanuit het zuiden het meer in stroomt en de grootste afwateringsrivier Vändträskån nog geen kilometer noordelijker het meer verlaat. De stroomrichting van de Norrån is naar het noordwesten, die van de Vändträskån naar het zuidoosten. Vända is Zweeds voor keren, wenden. Aan het meer, zij het op enige afstand, ligt het dorp Vändträsk. Het ligt aan de noordwestkant van het meer.